# 200-km-Rennen von Brainerd 1981

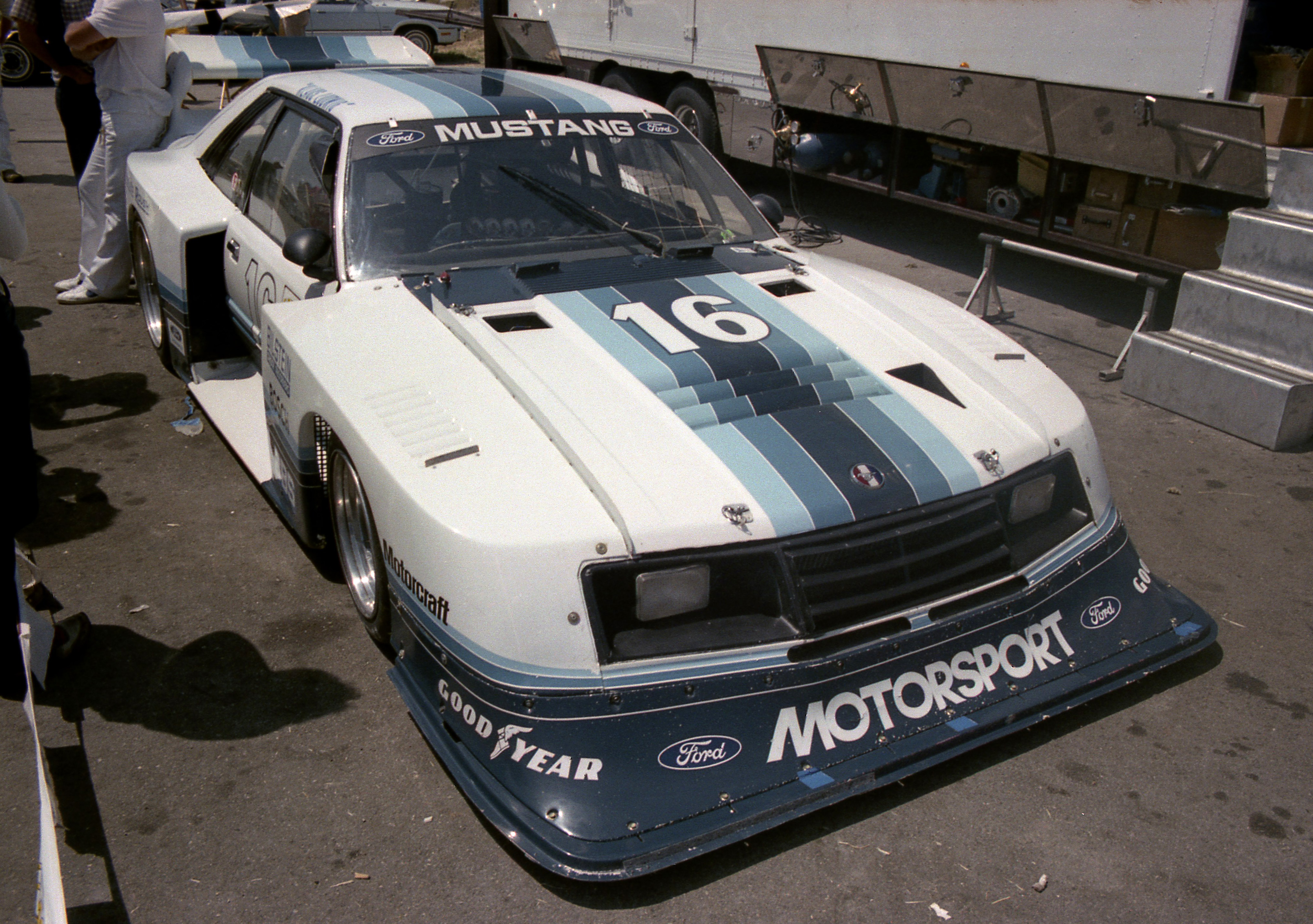
Der Zakspeed-Roush-Ford Mustang Turbo

Das 200-km-Rennen von Brainerd 1981, auch Pepsi Grand Prix (Camel GT), Brainerd International Raceway, fand am 14. Juni dieses Jahres auf dem Brainerd International Raceway statt. Das Rennen war der elfte Lauf der IMSA-GTP-Serie 1981.

## Das Rennen
Klaus Ludwig unterbrach mit seinem Erfolg die Siegesserie von Brian Redman, der die letzten drei GTX-Wertungsläufe, das 100-Meilen-Rennen von Laguna Seca, das 200-Meilen-Rennen von Lime Rock sowie das 200-Meilen-Rennen von Mid-Ohio, auf seinem Lola T600 für sich entschieden hatte und hier nicht am Start war.
Ludwig fuhr einen Ford Mustang, der von einem 1,7-Liter-4-Zylinder-Reihenmotor mit Turbolader, dessen Block aus dem Ford Capri stammte, angetrieben wurde. Aufgebaut wurde das Silhouettenfahrzeug bei Zakspeed in Deutschland. Den Renneinsatz wickelte Roush Racing ab.
Das Rennen gewann Ludwig mit einem Vorsprung von fast einer Minute auf John Fitzpatrick im Porsche 935K3/80.

## Ergebnisse

### Schlussklassement
| 1           | GTX | 6  | Team Zakspeed Roush      | Klaus Ludwig             | Ford Mustang Turbo       | 42 |
| 2           | GTX | 1  | John Fitzpatrick Racing  | John Fitzpatrick         | Porsche 935K3/80         | 42 |
| 3           | GTX | 18 | JLP Racing               | John Paul senior         | Porsche 935 JLP-3        | 42 |
| 4           | GTX | 86 | Bayside Disposal Racing  | Bruce Leven              | Porsche 935/80           | 41 |
| 5           | GTO | 25 | Red Lobster Racing       | Dave Cowart              | BMW M1                   | 39 |
| 6           | GTU | 92 | Kent Racing              | Lee Mueller              | Mazda RX-7               | 39 |
| 7           | GTU | 85 | Logan Blackburn          | Logan Blackburn          | Datsun 280ZX             | 39 |
| 8           | GTU | 22 | Personalized Autohaus    | Wayne Baker              | Porsche 914/4            | 39 |
| 9           | GTU | 23 |                          | Dick Davenport           | Datsun 280ZX             | 38 |
| 10          | GTU | 62 | Kegel Enterprises        | Bill Koll                | Porsche 911              | 38 |
| 11          | GTU | 38 | Jack Buchinger           | Jack Buchinger           | Datsun 280ZX             | 37 |
| 12          | GTO | 79 | Whitehall Promotions     | Tom Winters              | Porsche 924 Carrera GTR  | 37 |
| 13          | GTU | 45 |                          | Michael Guffey           | Datsun Z                 | 37 |
| 14          | GTO | 41 |                          | Rusty Schmidt            | Chevrolet Corvette       | 36 |
| 15          | GTU | 71 | Morgan Performance Group | Charles Morgan           | Datsun 280ZX             | 35 |
| 16          | GTU | 94 |                          | Charles McFarlin         | Ford Capri               | 33 |
| 17          | GTX | 37 |                          | Doug Rippie              | Chevrolet Camaro         | 30 |
| 18          | GTX | 30 | Momo Penthouse           | Giampiero Moretti        | Porsche 935/78-81        | 26 |
| Ausgefallen |     |    |                          |                          |                          |    |
| 19          | GTO | 67 |                          | Jeff Scott               | BMW M1                   | 35 |
| 20          | GTO | 24 |                          | Gary Fautch              | Chevrolet Camaro         | 30 |
| 21          | GTX | 8  | J.L.P.                   | John Paul junior         | Lola T600                | 28 |
| 22          | GTO | 31 | Midwest Team Corvette    | Larry Trotter            | Chevrolet Corvette       | 27 |
| 23          | GTX | 33 | Bob Sharp Racing         | Paul Newman              | Datsun 280ZX Turbo       | 23 |
| 24          | GTU | 98 | Kent Racing              | Walt Bohren              | Mazda RX-7               | 13 |
| 25          | GTU | 76 |                          | Jim Whelan Kathy Guertin | Ford Pinto               | 11 |
| 26          | GTX | 50 |                          | Gerry Wellik             | Chevrolet Monza          | 10 |
| 27          | GTX | 70 |                          | Larry Stephens           | Chevrolet Corvette Turbo | 8  |
| 28          | GTX | 07 | Heimrath Racing          | Ludwig Heimrath junior   | Porsche 935              | 7  |
| 29          | GTU | 82 | Trinity Racing           | Jim Cook                 | Mazda RX-7               | 5  |
| 30          | GTO | 83 | Electramotive            | Don Devendorf            | Datsun 280ZX Turbo       | 4  |
| 31          | GTO | 34 | Drolsom Racing           | George Drolsom           | Porsche 924 Carrera      | 1  |

### Nur in der Meldeliste
Zu diesem Rennen sind keine weiteren Meldungen bekannt.

### Klassensieger
| Klasse | Fahrer       | Fahrzeug           | Platzierung im Gesamtklassement |
| ------ | ------------ | ------------------ | ------------------------------- |
| GTX    | Klaus Ludwig | Ford Mustang Turbo | Gesamtsieg                      |
| GTO    | Dave Cowart  | BMW M1             | Rang 5                          |
| GTU    | Lee Mueller  | Mazda RX-7         | Rang 7                          |

### Renndaten
- Gemeldet: 31
- Gestartet: 31
- Gewertet: 18
- Rennklassen: 3
- Zuschauer: unbekannt
- Wetter am Renntag: unbekannt
- Streckenlänge: 4,828 km
- Fahrzeit des Siegerteams: 1:08:44,106 Stunden
- Gesamtrunden des Siegerteams: 42
- Gesamtdistanz des Siegerteams: 202,777 km
- Siegerschnitt: 177,007 km/h
- Pole Position: John Paul junior – Lola T600 (#8) – 1:47,518 – 161,655 km/h
- Schnellste Rennrunde: John Paul junior – Lola T600 (#8) – 1:34,170 – 184,569 km/h
- Rennserie: 11. Lauf zur IMSA-GTP-Serie 1981